# Стильпон из Мегары
Стильпон из Мегары (др.-греч. Στίλπων ὁ Μεγαρεύs; между 380 и 360 годами до н. э. — между 300 и 280 годами до н. э.) — древнегреческий философ

 Мегарской школы.
Информация о жизни Стильпона в источниках отрывочна, содержит несколько легенд, достоверность которых у современных историков вызывает сомнения. Античные авторы отмечали остроумие, умение вести дискуссию, мягкий характер и популярность Стильпона в Древней Греции. Одна из легенд о жизни философа связана с его противопоставлением военачальнику Деметрию Полиоркету. После того как войска Деметрия разграбили родной город Стильпона Мегару, военачальник предложил возместить понесенные философом убытки. Стильпон отклонил предложение, сказав: «Я не видел никого, кто бы уносил [моё] знание».
Об учении Стильпона и его вкладе в развитие философии известно немногое. Предположительно, он был эристиком, чья диалектика касалась противоречий во внешнем представлении и речи и переходила в простую игру слов. В этике Стильпон отстаивал идеал «бесстрастия», тем самым сблизив учение мегарской школы с философией киников. Из многочисленных учеников Стильпона особо выделяют главу элидо-эретрийской школы Менедема и основателя стоицизма Зенона.

## Биография
Стильпон родился в Мегаре между 380 и 360 годами до н. э. Информация о жизни Стильпона в античных источниках отрывочна, содержит несколько легенд, достоверность которых у современных историков вызывает сомнения. Согласно Диогену Лаэртскому, он был учеником кого-то из учеников, либо даже самого основателя мегарской философской школы Евклида, а также Фрасимаха Коринфского и Диогена.
Античные источники представляют Стильпона самодостаточным остроумным человеком с мягким характером. Они преимущественно описывают связанные со Стильпоном анекдоты, а не философское учение.
Стильпон женился на гетере по имени Никарета из Мегары. Афиней называл Никарету ученицей Стильпона. Диоген Лаэртский называл философа Брисона из Ахайи сыном Стильпона. Дочь Стильпона, названная по имени матери Никаретой, вышла замуж за одного из друзей отца Симмия. Она отличалась непристойным поведением. Согласно античной легенде, кто-то сказал Стильпону: «Она тебя позорит!» — на что получил ответ: «Нет, ни она мне в позор, ни я ей не в честь».
Стильпон был осуждён в Афинах судом Ареопага за эвристическое упражнение с религиозной составляющей. Так, он спросил является ли статуя Афины Фидия богом. Получив положительный ответ, Стильпон отметил, что статуя создана Фидием, а не Зевсом и соответственно не может быть богом. На суде он не отказался от своих слов и заявил, что Афина не может быть богом, так как она женского рода и соответственно является богиней. Судьи приняли решение об изгнании Стильпона из города. Античные источники приводят ещё несколько примеров, которые дают основание заподозрить Стильпона в безбожии. Так, он спросил у философа Феодора из Кирены, прозванного Безбожником: «что есть в твоём имени, то и в тебе?» Когда Феодор согласился, Стильпон отметил, что раз в его имени содержится Θεό («Бог»), то и он является Богом. На вопрос Кратера: «Чувствуют ли боги радость от
наших поклонений и молитв?» — Стильпон ответил, что такие вещи спрашивают с глазу на глаз, а не при свидетелях. Афиней передаёт анекдот о том, как Стильпон наелся чеснока и заснул в храме Матери богов, хотя после такой пищи было запрещено даже заходить на его территорию. Во сне богиня спросила философа о том, как он смеет нарушать закон, на что получила ответ: «Дай мне чего-нибудь другого, и я не буду есть чеснок».
С именем Стильпона связаны ещё две легенды о взаимоотношении философа со знаковыми военачальниками периода войн диадохов Птолемеем и Деметрием. Так, в 308 году до н. э. Птолемей захватил Мегару и предложил Стильпону не только крупную сумму денег, но и переехать в Египет. На это предложение философ ответил отказом и на короткое время, пока в городе находились войска Птолемея, переехал на Эгину. Стильпон в течение жизни посещал Египет. Диоген Лаэртский передаёт историю о том, как Стильпон при дворе Птолемея задал Диодору Крону несколько диалектических задач, которые тот не смог разрешить.
В 307 году до н. э. Мегару захватил Деметрий Полиоркет. После разграбления города военачальник вспомнил о знаменитом философе Стильпоне. Деметрий предложил возместить все убытки, на что получил ответ: «Я не видел никого, кто бы уносил [моё] знание». На фразу Деметрия о том, что он оставляет Мегару свободной, Стильпон заметил: «Что правда, то правда: ты не оставил нам ни одного раба». Сенека дополняет биографию Стильпона утверждениями, что во время захвата города погибли жена и дети философа, а Деметрию он ответил: «Все моё благо со мною!»
Стильпон умер в глубокой старости между 300 и 280 годами до н. э. Согласно античной традиции, философ, чтобы ускорить смерть, выпил вина, в связи с чем в его честь была создана эпиграмма, автор которой неизвестен:
Ты знаешь, как Стильпон Мегарский кончился:
Старость и с нею болезнь вдвоем его повергнули.
Но злым коням умелым стал возницею
Выпитый кубок вина: испивший ускользнул от них.

## Учение
Стильпон принадлежал к мегарской философской школе. При жизни он приобрёл славу искуснейшего спорщика, который превосходил оппонентов остроумием. О популярности Стильпона свидетельствуют несколько фрагментов из Диогена Лаэртского: «Греция, взирая на него, находилась в опасности; казалось, что она тоже начнет мегаризировать» и «в Афинах … все выбежали из мастерских, чтобы посмотреть на него [Стильпона], и, когда ему кто-то сказал, что все смотрят на него с удивлением, как на невиданного зверя, он ответил: „нет, как на настоящего человека“».
По мнению Г. В. Ф. Гегеля, Стильпон был эристиком, чья диалектика касалась противоречий во внешнем представлении и речи и переходила в простую игру слов. Стильпон понимал всеобщее в смысле формального, абстрактного, рассудочного тождества. В своих примерах философ отстаивал форму всеобщности против особенного: «„овощ“ — это не то, что перед нами, потому что „овощ“ существовал и за тысячу лет до нас, — а стало быть овощ перед нами не овощ». В данном случае он противопоставляет всеобщее частному. В античной и современной литературе существует два подхода к софизмам мегариков. Ещё Плутарх называл утверждения Стильпона остроумной шуткой. Г. В. Ф. Гегель отмечает, что человеческое мышление оперирует всеобщими понятиями и соотносит с ними частные определения. Однако, каждая вещь отделена сама от себя и представляет собой агрегат многих самостоятельных всеобщностей. Согласно Стильпону, истинными являются лишь всеобщие определения в раздельности, а не индивидуальные особенности каждого конкретного предмета. Из этого Стильпон вывел недопустимость отождествления двух всеобщностей. По мнению философа, нельзя говорить «люди хорошие», так как если бы оба понятия были тождественны, то всеобщее понятие «хороший» относилось бы исключительно к людям, но не к «еде» или «лекарству».
Схематически эту часть учения Стильпона можно представить в форме:
1. S1 (человек) ≠ S2 (лекарство);
2. S1 = P (человек хороший) →
3. S2 = P (лекарство хорошее) →
4. S1 = S2 (человек есть лекарство). Так как это неверно →
5. S1 ≠ P ≠ S2.

Данное логическое противоречие обусловлено отождествлением предмета и предиката. Если принять, что предикат является частью, составляющей предмета, то аргументация Стильпона становится несостоятельной не только в практическом, но и в теоретическом плане. Колот из Лампсака считал, что сама жизнь становится невозможной, если мы не сможем оперировать такими понятиями как «десять тысяч всадников» или «сильный город».
С этой частью учения Стильпона связан античный анекдот: «Стильпон кому-то доказывал, что вот эта рыба у торговца не есть еда, потому что „еда“ — понятие общее, а „рыба“ — отдельное, и среди этого разговора отошёл и стал покупать эту рыбу. Собеседник ухватил его за плащ: „Ты подрываешь свои же доводы, Стильпон!“ — „Ничуть, — отозвался Стильпон, — доводы мои при мне, а вот рыбку того и гляди распродадут“».
В этике Стильпон отстаивал идеал «бесстрастия», тем самым сблизив учение мегарской школы с философией киников. Так, философ-киник Телес Мегарский писал, что Стильпон различал три вида благ — духовные, телесные и внешние. Изгнание, по мнению Стильпона, не лишает человека ни одного из них.

## Сочинения. Влияние на развитие философии
Согласно византийской энциклопедии Суда Стильпон написал «не менее 20 диалогов». Диоген Лаэртский в одном месте своего произведения «О жизни, учениях и изречениях знаменитых философов» утверждал, что Стильпон ничего не писал, в другом — создал девять диалогов: «Мосх», «Аристипп или Каллий», «Птолемей», «Херекрат», «Метрокл», «Анаксимен», «Эпиген», «К своей дочери», «Аристотель».
Фрагменты и свидетельства о жизни Стильпона опубликованы в 1990 году в Неаполе в книге «Socratis et Socraticorum Reliquiae» под редакцией Г. Джианнантони.
Также Диоген Лаэртский перечислил множество учеников Стильпона: Метродор Теоретик и Тимагор из Гелы, которых Стильпон «отбил у Теофраста», Клитарх и Симмий — у Аристотеля Киренского, Пеоний из Аристидовой школы, Дифил Боспорский, Мирмек, Фрасидем, Алким, Кратет, Плистен из Элиды, Менедем и Зенон. Современные исследователи среди учеников Стильпона особо выделяют главу элидо-эретрийской школы Менедема и основателя стоицизма Зенона.

## Оценки
Античные авторы утверждали, что Стильпона критиковали Эпикур и его ученик Колот из Лампсака за утверждение, что «мудрецу никто, кроме него самого, не нужен и потому ничьей дружбы не требуется». Также критика в адрес Стильпона звучала со стороны общества в контексте развращающего действия философов на общество: «Стильпон на попойке стал упрекать Гликеру в том, что она развращает молодежь. Гликера ответила: „Нам с тобою, Стильпон, обоим вменяется одно и то же: ты, говорят, развращаешь молодежь, обучая её бесполезным эристическим хитростям, а я — эротическим хитростям; не всё ли равно, с кем развращаться и разоряться — с философом или с гетерой?“». Положительные оценки Стильпона содержатся в трудах Цицерона и Сенеки. Цицерон писал: «Стильпон, мегарский философ, был, как о нём сообщают, человеком очень тонкого ума и пользовался в свое время большим уважением. А друзья его пишут, что он был и к пьянству склонен, и женолюбив. Однако пишут они это не в осуждение Стильпону, а скорее в похвалу, потому что он так сумел наукой обуздать и подавить порочную натуру, что никто никогда не видел его пьяным и не замечал в нём и следа похотливости.»
Сенека ставил Стильпона в пример как смелого и решительного человека, который «победил даже победившего врага … заставив того сомневаться в собственной победе». Римский писатель видел в Стильпоне образец мудреца-стоика, которого невозможно сделать несчастным, так как его благо заключено в душе.
По мнению В. Хеккеля, связанные с именем Стильпона легенды напоминают историю о встрече Александра Македонского и Диогена в контексте противопоставления царя и философа и соответственно их достоверность сомнительна. Д. Ромм, напротив, считал историю реальной. Историк увидел в данном фрагменте аналогию не с Александром и Диогеном, а с Александром и Аристотелем — философом, который стремился склонить молодого наследника царского престола на путь добродетели.
По утверждению Д. Реале и Д. Антисери, Стильпон отрицал ценность любой формы дискурсивной логики, признавая лишь тождественность равнозначных понятий, тем самым повторяя элеатов. Успех и популярность философа были связаны не с особенностями его учения, а с виртуозным умением вести дискуссию и личными качествами Стильпона. На основании диалога с Феодором Безбожником В. П. Даниленко отнёс Стильпона к конвенционалистам.

## В искусстве и культуре
Прижизненных изображений Стильпона не сохранилось. К. Шефельд предположил, что обнаруженная в Андикитире бронзовая голова изображает Стильпона. Впоследствии учёный изменил своё мнение относительно того, кого изображает данный артефакт. Одновременно он предположил, что одна из мраморных статуй Дельф принадлежит Стильпону.
В 1774 году К. М. Виланд опубликовал диалог «Stilpon, ein patriotisches Gespräch über die Wahl eines Oberzunftmeisters von Megara» («Стильпон, патриотическая беседа о выборе главного мастера гильдии Мегары»).

### Исследования
- Антология кинизма / ответственный редактор А. А. Тахо-Годи. — М.: Наука, 1984. — (Памятники философской мысли).
- Бровкин В. В. Установка на независимость от внешних обстоятельств в греческой философии в период раннего эллинизма // Сибирский философский журнал. — 2019. — Т. 17, № 1. — С. 204—215. — ISSN 2541-7517.
- Гаспаров М. Л. Занимательная Греция: Рассказы о древнегреческой культуре. — М.: Новое литературное обозрение, 1998. — 384 с. — ISBN 5-86793-047-5.
- Гегель Г. В. Ф. Лекции по истории философии. Книга вторая. — СПб.: Наука, 1994. — (Слово о сущем). — ISBN 5-02-028172-7.
- Даниленко В. П. Важнейшие гипотезы о происхождении языка // Crede Experto: транспорт, общество, образование, язык. — Московский государственный технический университет гражданской авиации, 2015. — № 2. — ISSN 2312-1327.
- Кучковский П. В. Парадоксы смыслов у мегариков и их связь с софистами // Молодой ученый. — 2016. — Вып. 106, № 2. — С. 965—973.
- Реале Д., Д. Антисери[итал.]. Западная философия от истоков до наших дней. — СПб.: Петрополис, 1997. — Т. I. Античность. — ISBN 5-86708-103-6.
- Солопова М. А. Стильпон // Новая философская энциклопедия : в 4 т. / пред. науч.-ред. совета В. С. Стёпин. — 2-е изд., испр. и доп. — М. : Мысль, 2010. — 2816 с.
- Heckel W. Who's Who in the Age of Alexander and his Successors. From Chaironea to Ipsos (338—301 BC) (англ.). — Barnsley: Greenhill Books, 2021. — 554 p. — ISBN 978-1-78438-648-1.
- Opsomer J. The lives and opinions of Socrates and Stilpo as defended by Plutarch against the insidious yet ignorant attacks of Colotes (англ.) // Aitia. — 2013. — No. 3. — doi:10.4000/aitia.677.
- Romm J. Demetrius Sacker of Cities (англ.). — New Haven & London: Yale University Press, 2022. — ISBN 978-0-300-25907-0.